# Zdzisław Czeppe

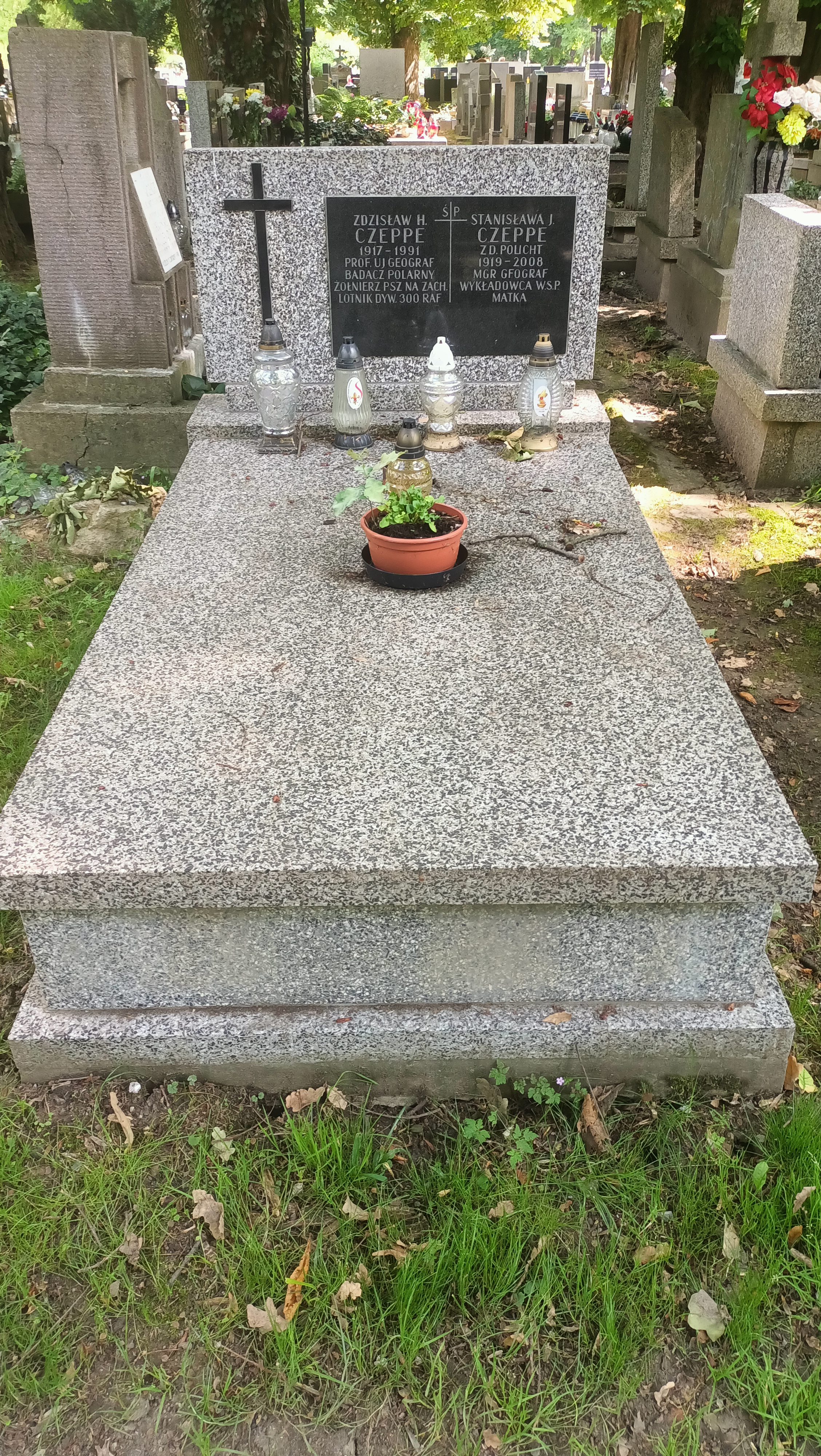
Grób Zdzisława Czeppe na cmentarzu Rakowickim w krakowie

Zdzisław Czeppe (ur. 22 listopada 1917 w Limanowej, zm. 19 sierpnia 1991 w Tuchowie) – polski geograf, geomorfolog i polarnik, wykładowca akademicki, od 1978 profesor Uniwersytetu Jagiellońskiego, autor licznych prac naukowych – m.in. Geografia fizyczna części świata (1956, z J. Flisem i R. Mochnackim).

## Życiorys
W 1936 podjął studia w Instytucie Geograficznym UJ. Po wybuchu II wojny światowej dostał się do Bukaresztu, a stamtąd przez Jugosławię i Włochy do Francji. Po przeszkoleniu uzyskał stopień kaprala podchorążego, a w kampanii francusko-niemieckiej 1940 wziął udział jako plutonowy podchorąży 3 Dywizji Piechoty. Po klęsce Francji pod koniec czerwca 1940 dywizja ta ewakuowała się do Wielkiej Brytanii. W lecie 1941 zgłosił się do lotnictwa. Loty bojowe w Dywizjonie Bombowym 300 awansował na porucznika. Jego żołnierskie zasługi dla niepodległości Polski i Wielkiej Brytanii uhonorowane zostały trzykrotnie Polskim Krzyżem Walecznych, trzykrotnie Medalem Lotniczym oraz odznaczeniami angielskimi: 1939-45 Star, Air Crew Europe Star, Defence Medal, War Medal. 1 kwietnia 1944 został skierowany na studia geograficzne w Birbeck College Uniwersytetu Londyńskiego i do pracy w Pracowni Geograficznej Rządu Polskiego. Brał udział m.in. w opracowywaniu map do inwazji na Normandię, planów rozwoju Polski powojennej i podręczników dla polskich szkół w Anglii. Wiosną 1947 zdecydował się na ryzykowny dla oficera RAF powrót do kraju przypłynął do Gdyni, a od września podjął pracę jako asystent w Katedrze Geografii Fizycznej Uniwersytetu Wrocławskiego. Magisterium uzyskał w 1948 na podstawie pracy „Z morfologii Gór Stołowych”. W 1949 powrócił do Instytutu Geografii UJ jako asystent, w 1952 został starszym asystentem, a w 1956 adiunktem w Katedrze Geografii Fizycznej. Kilkukrotnie odbywał wyprawy i badania naukowe na Spitsbergenie (w latach 1957–1958, 1959–1960 i 1980–1981). Był zwolennikiem kompleksowych badań w geografii fizycznej. Uważał, że granica kontynentalna Europa – Azja pomiędzy Morzem Azowskim i Morzem Kaspijskim przebiega tektonicznym Obniżeniem Kumsko-Manyckim. W 1965 uzyskał stanowisko docenta.
Pochowany w Krakowie na cmentarzu Rakowickim.